# Colecalciferol
El colecalciferol o vitamina D3 es una forma de vitamina D. Desempeña importantes funciones en la mineralización del hueso y el metabolismo del calcio. El organismo puede obtenerlo por dos vías: síntesis en la piel por la acción de los rayos ultravioleta de la luz solar sobre el 7-dehidrocolesterol o por vía digestiva a través de la ingesta de alimentos que lo contienen. El colecalciferol se transforma por hidroxilación en el hígado en 25-hidroxicolecalciferol (calcidiol) el cual se hidroxila de nuevo en el riñón para formar 1-25 dihidroxicolecalciferol (calcitriol) que es la forma activa.  Se emplea como medicamento para prevención de la deficiencia de vitamina D.

## Efectos sobre el Sistema Nervioso
Existen receptores de la vitamina D en áreas clave del cerebro; y la vitamina D juega un papel en los ritmos circadianos y el sueño, afecta a los glucocorticoides e influye en el crecimiento neuronal, la proliferación celular en el cerebro en desarrollo y la embriogénesis. La fisiología de la vitamina D se solapa con la fisiopatología de la depresión.

## Usos médicos
El colecalciferol (vitamina D3) parece estimular el sistema de señalización del interferón tipo I del cuerpo que protege contra bacterias y virus, a diferencia de la vitamina D2.

### Deficiencia de vitamina D
El colecalciferol es una forma de vitamina D que se sintetiza naturalmente en la piel y funciona como una prohormona, convirtiéndose en calcitriol. Esto es importante para mantener los niveles de calcio y promover la salud y el desarrollo de los huesos. Como medicamento, el colecalciferol puede tomarse como suplemento dietético para prevenir o tratar la deficiencia de vitamina D. Un gramo equivale a 40 000 000 ({\displaystyle 40\times 10^{6}}) UI, lo que equivale a 1 UI es 0.025 μg, o 25 ng. Se han establecido valores de referencia de ingesta dietética de vitamina D (ergocalciferol, que es D2, o colecalciferol, que es D3), o ambas, y las recomendaciones varían según el país:
- En Estados Unidos: 15 μg/día (600 IU/día) para todas las personas (hombres, mujeres, mujeres embarazadas o lactantes) de entre 1 y 70 años años, inclusive. Para todas las personas mayores de 70 años años, se recomienda 20 μg/día (800 IU/día).[6]
- En la UE: 15 μg/día (600 IU/día) para todas las personas mayores de 1 año año y 10 μg/día (400 IU/día) para lactantes de 7 a 11 años meses, asumiendo una síntesis cutánea mínima de vitamina D.[7]
- En el Reino Unido: una «ingesta segura» de 8.5 μg/día (340 IU/día) para lactantes < 1 año (incluidos los lactantes alimentados exclusivamente con leche materna) y un SI de 10 μg/día (400 IU/día) para niños de 1 a <4 años años; para todos los demás grupos de población de 4 años o más (incluidas las mujeres embarazadas o lactantes), una ingesta de referencia de nutrientes (IRN) de 10 μg/día (400 IU/día).[8]

Los niveles bajos de vitamina D3 se encuentran con mayor frecuencia en personas que viven en latitudes septentrionales o que tienen otras razones para no exponerse regularmente al sol, como estar confinados en sus casas, ser frágiles, ancianos u obesos, tener la piel más oscura y usar ropa que cubre la mayor parte de la piel. Se recomiendan suplementos para estos grupos de personas.
El Instituto de Medicina recomendó en 2010 una ingesta máxima de vitamina D de 4000 IU/día, encontrando que la dosis para el nivel de efecto adverso observado más bajo es de 40.000 UI diarias durante al menos 12 semanas, y que hubo un solo caso de toxicidad por encima de 10 000 IU después de más de siete años de ingesta diaria; este caso de toxicidad ocurrió en circunstancias que han llevado a otros investigadores a cuestionar si es un caso creíble a considerar al hacer recomendaciones de ingesta de vitamina D. Los pacientes con deficiencia grave de vitamina D requerirán tratamiento con una dosis de carga; su magnitud se puede calcular en función del nivel real de 25-hidroxi-vitamina D en el suero y el peso corporal.
Existen informes contradictorios sobre la eficacia relativa del colecalciferol (D3) versus el ergocalciferol (D2), algunos estudios sugieren una menor eficacia del D2 y otros no muestran diferencias. Existen diferencias en la absorción, unión e inactivación de las dos formas, y la evidencia generalmente favorece al colecalciferol en el aumento de los niveles en sangre, aunque se necesita más investigación.
Un uso mucho menos común de la terapia con colecalciferol en el raquitismo utiliza una única dosis grande y se ha denominado terapia stoss. El tratamiento se administra por vía oral o mediante inyección intramuscular de 300 000 IU (7500 μg) a 500 000 (12 500 μg = 12.5 mg), en una sola dosis, o a veces en dos a cuatro dosis divididas. Existen preocupaciones sobre la seguridad de dosis tan grandes.
Los niveles bajos de vitamina D circulante se han asociado con niveles más bajos de testosterona total en los hombres. La suplementación con vitamina D podría mejorar potencialmente la concentración total de testosterona, aunque se necesita más investigación.

### Otras enfermedades
Un metaanálisis de 2007 concluyó que una ingesta diaria de 1000 a 2000 UI/día de vitamina D3 podría reducir la incidencia del cáncer colorrectal con un riesgo mínimo. También un estudio de 2008 publicado en Cancer Research ha demostrado que la adición de vitamina D3 (junto con calcio) a la dieta de algunos ratones alimentados con un régimen similar en contenido nutricional a una nueva dieta occidental con 1000 UI de colecalciferol por día previno el desarrollo de cáncer de colon. En los humanos, con 400 UI, se calculó que la suplementación con colecalciferol, que se administró diariamente a pacientes con cáncer colorrectal, no tuvo ningún efecto sobre el riesgo de cáncer colorrectal.
No se recomiendan los suplementos para la prevención del cáncer ya que los efectos del colecalciferol son muy pequeños. Aunque existen correlaciones entre niveles bajos de colecalciferol en el suero sanguíneo y tasas más altas de diversos tipos de cáncer, esclerosis múltiple, tuberculosis, enfermedades cardíacas y diabetes, el consenso es que complementar los niveles no es beneficioso. Se cree que la tuberculosis puede dar lugar a niveles más bajos. Sin embargo, no está del todo claro cómo se relacionan ambos.

## Bioquímica

### Estructura
El colecalciferol es una de las cinco formas de vitamina D. El colecalciferol es un secosteroide, es decir, una molécula esteroide con un anillo abierto.

### Mecanismo de acción
El colecalciferol por sí solo es inactivo. Se convierte a su forma activa mediante dos hidroxilaciones: la primera en el hígado, por CYP2R1 o CYP27A1, para formar 25-hidroxicolecalciferol (calcifediol, 25-OH vitamina D3). La segunda hidroxilación ocurre principalmente en el riñón a través de la acción del CYP27B1 para convertir la 25-OH vitamina D3 en 1,25-dihidroxicolecalciferol (calcitriol, 1,25-(OH)2 vitamina D3). Todos estos metabolitos se unen en la sangre a la proteína transportadora de vitamina D. La acción del calcitriol está mediada por el receptor de vitamina D, un receptor nuclear que regula la síntesis de cientos de proteínas y está presente en prácticamente todas las células del cuerpo.

### Biosíntesis
El 7-dehidrocolesterol es el precursor del colecalciferol. Dentro de la capa epidérmica de la piel, el 7-dehidrocolesterol sufre una reacción electrocíclica como resultado de la luz UVB en longitudes de onda entre 290 y 310 nm, con una síntesis máxima que se produce a 293 nm. Esto da como resultado la apertura del anillo B precursor de la vitamina a través de una vía conrotatoria que produce previtamina D3 (precolecalciferol). En un proceso que es independiente de la luz UV, el precolecalciferol sufre luego un reordenamiento sigmatrópico antarafacial [1,7] y finalmente se isomeriza para formar vitamina D3.
Las longitudes de onda UVB activas están poco presentes en la luz solar y se pueden producir cantidades suficientes de colecalciferol con una exposición moderada de la piel, dependiendo de la intensidad del sol. La hora del día, la estación, la latitud y la altitud afectan la intensidad del sol, y la contaminación, la nubosidad o el vidrio reducen la cantidad de exposición a los rayos UVB. Exposición de cara, brazos y piernas, con un promedio de 5 y 30 minutos dos veces por semana puede ser suficiente, pero cuanto más oscura sea la piel y más débil la luz solar, más minutos de exposición se necesitarán. La sobredosis de vitamina D es imposible debido a la exposición a los rayos UV; la piel alcanza un equilibrio en el que la vitamina se degrada tan rápido como se crea.
El colecalciferol se puede producir en la piel a partir de la luz emitida por las lámparas UV de las camas solares, que producen luz ultravioleta principalmente en el espectro UVA, pero normalmente producen entre el 4% y el 10% de las emisiones UV totales como UVB. Los niveles en sangre son más altos en los usuarios frecuentes de salones de bronceado.
Se descubrió que un diodo emisor de luz (LED) UVB de 293 nanómetros era 2,4 veces más eficiente en la producción de vitamina D3 que el sol en menos de {\displaystyle {\frac {1}{60}}} el tiempo.
Se puede discutir si el colecalciferol y todas las formas de vitamina D son por definición "vitaminas", ya que la definición de vitaminas incluye que la sustancia no puede ser sintetizada por el cuerpo y debe ser ingerida. El colecalciferol es sintetizado por el cuerpo durante la exposición a la radiación UVB.
Los tres pasos en la síntesis y activación de la vitamina D3 se regulan de la siguiente manera:
- El colecalciferol se sintetiza en la piel a partir del 7-dehidrocolesterol bajo la acción de la luz ultravioleta B (UVB). Alcanza un equilibrio después de varios minutos dependiendo de la intensidad de los rayos UVB en la luz solar (determinada por la latitud, la estación, la nubosidad y la altitud) y de la edad y el grado de pigmentación de la piel.
- La hidroxilación en el retículo endoplásmico de los hepatocitos del hígado del colecalciferol a calcifediol (25-hidroxicolecalciferol) por la 25-hidroxilasa está regulada de manera débil, si es que lo está, y los niveles sanguíneos de esta molécula reflejan en gran medida la cantidad de colecalciferol producido en la piel combinado con cualquier vitamina D2 o D3 ingerida.
- La hidroxilación del calcifediol a calcitriol en los riñones por la 1-alfa-hidroxilasa está estrechamente regulada: es estimulada por la hormona paratiroidea y sirve como el principal punto de control en la producción de la hormona circulante activa calcitriol (1,25-dihidroxivitamina D3).[34]

## Producción industrial
El colecalciferol se produce industrialmente para su uso en suplementos vitamínicos y para fortificar alimentos. Como fármaco farmacéutico se denomina colecalciferol (USAN) o colecalciferol (INN, BAN). Se produce por la irradiación ultravioleta del 7-dehidrocolesterol extraído de la lanolina que se encuentra en la lana de oveja. El colesterol se extrae de los alcoholes de grasa de lana y de cera de lana obtenidos de la limpieza de la lana después de la esquila. El colesterol pasa por un proceso de cuatro pasos para producir 7-dehidrocolesterol, el mismo compuesto que se produce en la piel de los animales. Luego, el 7-dehidrocolesterol se irradia con luz ultravioleta. Durante la irradiación se forman algunos isómeros no deseados: estos se eliminan mediante diversas técnicas, dejando una resina que se funde aproximadamente a temperatura ambiente y generalmente tiene una potencia de 25 000 000 a 30 000 000 UI/g.
El colecalciferol también se produce industrialmente para su uso en suplementos vitamínicos a partir de líquenes, lo que resulta adecuado para veganos.

## Estabilidad
El colecalciferol es muy sensible a la radiación UV y se descompone rápidamente, pero reversiblemente, para formar supraesteroles, que luego pueden convertirse de manera irreversible en ergosterol.

## Pesticida
Los roedores son algo más susceptibles a las dosis altas que otras especies, y el colecalciferol se ha utilizado en cebos venenosos para el control de estas plagas.
El mecanismo del colecalciferol en dosis altas es que puede producir "hipercalcemia, que produce calcificación sistémica de los tejidos blandos, lo que lleva a insuficiencia renal, anomalías cardíacas, hipertensión, depresión del sistema nervioso central y malestar gastrointestinal. Los signos generalmente se desarrollan entre 18 y 36 horas después de la administración u ingestión y puede incluir depresión, pérdida de apetito, poliuria y polidipsia". El colecalciferol en dosis altas tenderá a acumularse rápidamente en el tejido adiposo pero a liberarse más lentamente lo que tenderá a retrasar el momento de la muerte durante varios días desde el momento en que se introduce el cebo en dosis altas.
En Nueva Zelanda, las zarigüeyas se han convertido en una plaga importante. Para el control de las zarigüeyas, se ha utilizado colecalciferol como ingrediente activo en cebos letales. El LD50 es 16,8 mg/kg, pero sólo 9,8 mg/kg si se añade carbonato de calcio al cebo. Los riñones y el corazón son órganos diana. LD50 de 4,4 Se ha informado de una toxicidad de hasta 15 mg/kg en conejos, con letalidad para casi todos los conejos que ingieren dosis superiores a 15 mg/kg. Se ha informado de toxicidad en una amplia gama de dosis de colecalciferol, con una LD50 de hasta 88 mg/kg o LDLo tan bajo como 2 mg/kg reportados para perros.
Los investigadores han informado que el compuesto es menos tóxico para las especies no objetivo que las generaciones anteriores de rodenticidas anticoagulantes (warfarina y congéneres) o brometalina, y que no se ha documentado toxicosis por relevo (envenenamiento por comer un animal envenenado). Sin embargo, la misma fuente informa que el uso de colecalciferol en rodenticidas aún puede representar un riesgo significativo para otros animales, como perros y gatos, cuando el cebo rodenticida u otras formas de colecalciferol se ingieren directamente.